# Steve Ballmer
Steven Anthony Ballmer (/ˈbɔːlmər/; n. 24 martie 1956, Detroit, Michigan, SUA) este un om de afaceri american și un investitor care a fost directorul executiv al Microsoft din 13 ianuarie 2000 până la 4 februarie 2014 și este actualul proprietar al Los Angeles Clippers al National Basketball Association (NBA). Începând cu octombrie 2018, averea sa personală este estimată la 42,4 miliarde USD, fiind clasat pe locul al 18-lea cel mai bogat om din lume.
Ballmer a fost angajat de Bill Gates la Microsoft în 1980, după ce a renunțat la Universitatea Stanford. El a devenit în cele din urmă președinte în 1998 și l-a înlocuit pe Gates în funcția de CEO în 2000. La 4 februarie 2014, Ballmer s-a retras în funcția de CEO și a fost succedat de Satya Nadella; Ballmer a demisionat din consiliul de administrație la 19 august 2014 pentru a se pregăti pentru a preda un curs nou.
Pe data de 29 mai 2014, Ballmer a plasat o ofertă de 2 miliarde de dolari pentru a achiziționa Los Angeles Clippers din NBA, după ce comisarul NBA, Adam Silver, l-a forțat pe Donald Sterling să vândă echipa. El a devenit oficial proprietarul Clippers în data de 12 august 2014; Co-fondatorul Microsoft, Paul Allen, este un fost șef din NBA, având în proprietate Portland Trail Blazers din 1988.
Timpul său de CEO al Microsoft a fost văzut ca fiind amestecat, criticii remarcând triplarea vânzărilor și dublarea profiturilor, dar și-a pierdut dominanța pe piață și a pierdut tendințele tehnologiei din secolul XXI.

## Legături externe
- Corporate biography
- CS50 Lecture by Steve Ballmer at Harvard University, November 2014
- South China Morning Post audio interview
- Steve Ballmer Playlist Arhivat în 4 mai 2011, la Wayback Machine. Appearance on WMBR's Dinnertime Sampler Arhivat în 4 mai 2011, la Wayback Machine. radio show 23 februarie 2005
- Forbes Profile